# In Spite of All the Danger
In Spite of All the Danger è un brano dei Quarrymen; unico brano originale di questa band pre-Beatles, venne accreditato a Paul McCartney e George Harrison. Venendo incisa su un 78 giri assieme alla cover di That'll Be the Day di Buddy Holly nel 1958, rappresenta la prima registrazione del gruppo.

## Il brano

### Composizione
Il brano venne composto dal solo Paul McCartney, all'età di 14 anni, ma, sul 78 giri, venne indicato come coautore, assieme a George Harrison. Il suo unico autore ha ricordato che all'epoca non sapevano niente dei diritti d'autore, per cui non si interessarono molto circa i compositori ufficiali; comunque, ha affermato che gli addetti alla registrazione l'hanno inserito nei crediti perché lui suona l'assolo di chitarra. Ugualmente, è l'unico brano della formazione a essere accreditato a "McCartney-Harrison". Il pezzo venne ispirato dal sound di Elvis Presley.

### Registrazione
Prima di incidere In Spite of All the Danger, ci furono svariate prove a casa McCartney a Forthlin Road, dove vennero indicate esattamente le parti da suonare a ogni componente del gruppo. Oltre a Paul, George e John, nel pezzo suonavano anche John "Duff" Lowe al pianoforte e Colin Hanton alla batteria; il primo entrò nei Quarrymen grazie alla sua capacità di suonare l'arpeggio di piano iniziale del brano Mean Woman Blues di Jerry Lee Lewis.
Il pezzo, assieme a That'll Be the Day, venne registrato il 12 luglio 1958 ai Phillips Sound Recording Service, che altro non era che il retrobottega del negozio di materiale elettrico gestito da Percy F. Phillips, una saletta attrezzata con delle rudimentali apparecchiature per registrare e un unico microfono posto al centro della stanza, luogo che si trovava nel quartiere di Kensington a Liverpool. I musicisti presero l'autobus, portandosi dietro le chitarre e gli amplificatori, mentre il drummer venne in un altro modo. Dopo essere rimasti ad aspettare in una sala d'attesa, il gruppo che stava registrando prima di loro finì, per cui entrarono e incisero il 78 giri in un quarto d'ora. Il prezzo della sedute era di 17 scellini e 3 pence, ma, dato che il gruppo aveva con sé solo 15 scellini, Phillips dovette conservare il nastro fino a quando non tornarono con l'intera somma; solitamente il nastro, dopo essere stato trasferito sul gommalacca di 10", veniva cancellato.

### Vendita & pubblicazione
I membri dei Quarrymen decisero che avrebbero tenuto il disco con turni di una settimana; si iniziò da Lennon, poi passò nelle mani, nell'ordine, di McCartney, di Harrison, di Hanton e infine di Lowe, che però lo tenne per circa ventitré anni fino a quando, nel 1981, lo fece valutare da Sotheby's. Contattato da McCartney, il pianista lo vendette alla star; i due non si incontrarono: il vinile venne depositato in una ventiquattrore in un locale di Worcester, e da lì venne preso da Paul. Non si conosce esattamente la cifra pagata, si sa solo che Lowe rifiutò la prima offerta di McCartney di 5.000 sterline.
Ricevuto il 78 giri, McCartney gli fece migliorare il suono, e ne fece realizzare una cinquantina di copie, donate a parenti e amici. Nel 1995, assieme a That'll Be the Day, venne incluso sull'Anthology 1 in una versione ridotta; non è certo, ma circola la voce che una strofa ripetuta e un ritornello siano stati tagliati. Tra il 2004 e il 2005, nel corso del suo tour mondiale, Paul McCartney eseguì il pezzo dal vivo.
La copia vinile è valutata 100.000 sterline, mentre la ristampa in 50 copie del 1981 ne vale 10.000; questo lo rende il vinile più raro e con il più alto valore in assoluto.

## Formazione
- John Lennon: voce, chitarra ritmica
- Paul McCartney: cori, chitarra ritmica
- George Harrison: cori, chitarra solista
- John "Duff" Lowe: pianoforte
- Colin Hanton: batteria[1]